# Trombotische trombocytopenische purpura
Trombotische trombocytopenische purpura (TTP) of ziekte van Moschcowitz is een zeldzame aandoening van de bloedstolling. In de meeste gevallen komt de ziekte voort uit een tekort aan of remming van een enzym, ADAMTS13, dat verantwoordelijk is voor het "knippen" van grote multimeren van de vonwillebrandfactor. Het is een ernstige aandoening die leidt tot hemolyse en beschadiging van organen. Behandeling met plasmaferese is vrijwel altijd nodig.
TTP is voor het eerst beschreven bij een 16-jarig meisje door dr. Eli Moschcowitz in New York in 1924. Moschcowitz schreef de ziekte (foutief) toe aan een vergiftiging.

## Symptomen
De volgende symptomen kunnen aanwijzingen zijn voor deze ziekte
- Negatieve directe Coombs hemolytische anemie met fragmentocyten.
- Trombocytopenie (tekort aan bloedplaatjes), door aggregatie van trombocyten, met als gevolg hiervan blauwe plekken of purpura
- Eindorgaanfalen, door het neerslaan van hyaline trombi in de capillairen. Dit kan zich uiten met falen van de nieren (46%), variërende neurologische verschijnselen, zoals vreemd gedrag, veranderingen in het bewustzijn, beroerte of hoofdpijn (65%) en koorts (33%)

## Diagnose
De combinatie van de symptomen en een routine bloedonderzoek leiden vaak tot de ontdekking van beschadigde rode bloedcellen. Dit wijst op de vernietiging van de rode bloedcellen in de kleine bloedvaten.
Ook andere zaken zullen onderzocht worden. Vaak zijn dit diverse testen op witte bloedcellen, tests naar de nierfunctie (creatinine), elektrolyten en leverenzymen. De hoeveelheid LDH in het bloed kan erg hoog zijn; dit komt voort uit het slecht functioneren van de organen en niet zozeer uit het hemolyse.
De hierboven genoemde symptomen en bevindingen zijn belangrijke criteria voor de diagnose, hoewel de koorts, nier- en neurologische verschijnselen niet altijd voorkomen.
Bij diagnose is er vaak onduidelijkheid over de ziekte. Vaak is er bijvoorbeeld verwarring met zwangerschapsvergiftiging (HELLP-syndroom), leukemie, of nog enkele andere ziekten.
Er zijn grote overeenkomsten tussen TTP en Hemolytisch uremisch syndroom (HUS). De overeenkomsten tussen deze ziekten zijn zelfs zo groot, dat onderzoekers in het verleden hebben geopperd dat de ziekten meer met elkaar te maken kunnen hebben. Over het algemeen leidt HUS tot nierproblemen, terwijl neurologische verschijnselen zeer zeldzaam zijn. Ook worden de meeste gevallen van HUS voorgegaan door bloederige diarree, als gevolg van een besmetting met de bacterie E. coli 0157:H7.
Om onderscheid te kunnen maken tussen TTP en andere ziekten, wordt een test gedaan. In het verleden duurde het uitvoeren van deze test ongeveer een week. Momenteel is men druk bezig met de ontwikkeling van een sneltest, zodat snelle diagnose mogelijk is. En dit kan van levensbelang zijn voor de patiënt!

## Oorzaken
De precieze oorzaak van TTP is niet bekend. Wel is bekend dat de bloedplaatjes spontaan beginnen te klonteren in de kleine bloedvaten, de haarvaten. De plaatjes worden verbruikt in het klonteringsproces en de rode bloedcellen "slaan kapot" op fibrinedraden die ontstaan. Dit leidt tot hemolyse.
Grof gezegd zijn er twee varianten van TTP: een "idiopathische" en een "secundaire"' vorm. Daarnaast is er ook nog een zeer zeldzame erfelijke vorm.

### Idiopathische TTP
De idiopathische (letterlijk: met onbekende oorzaak) vorm van TTP is kort geleden gelinkt aan de remming van het enzym ADAMTS13 door antistoffen, waardoor TTP een auto-immuunziekte lijkt te zijn. ADAMTS13 is een soort "knipenzym" dat ervoor verantwoordelijk is dat het eiwit vonwillebrandfactor (vWF) in stukken knipt. Het eiwit is belangrijk bij de bloedstolling, omdat het ervoor zorgt dat het bloedplaatjes zich hechten aan de wand van een kapot bloedvat. Als de vWF moleculen niet in stukken worden geknipt, zijn ze erg groot en gaan ze "in het wilde weg" bloedplaatjes aan zich binden. Hierdoor ontstaan minuscule bloedpropjes in de bloedvaten, waardoor de bloedtoevoer geblokkeerd wordt.
Bij idiopathische TTP wordt bij bijna alle patiënten (80%) een zeer verminderde (<5% van normaal) ADAMTS13 activiteit gevonden. Remmers voor het eiwit worden in deze groep regelmatig gevonden (44-56%).

### Secundaire TTP
Als in de medische geschiedenis van de patiënt sprake is van een bekende veroorzaker van TTP, zal de diagnose in veel gevallen "Secundaire TTP" luiden. De veroorzakers leiden overigens maar zeer zelden tot TTP. Bekende mogelijke veroorzakers zijn:
- Kanker
- Beenmergtransplantatie
- Zwangerschap
- Medicijngebruik:
  - Medicijnen die de aanmaak van plaatjes afremmen (ticlopicine en clopidogrell)
  - Afweeronderdrukkers (ciclosporine, mitomycin, tacrolimus/FK506, interferon-α)
- Hiv-infectie

Het mechanisme achter "secundaire" TTP kan slecht worden begrepen, omdat de ADAMTS13 activiteit over het algemeen niet zo ver is onderdrukt als in idiopathische TTP, en remmers ervoor niet kunnen worden ontdekt.

### Syndroom van Upshaw-Shulman
De erfelijke vorm van TTP wordt ook wel het "syndroom van Upshaw-Shulman" genoemd, wat meestal het gevolg is van een geërfde afwijking van het ADAMTS13 (mutaties in het gen). Patiënten met deze vorm van TTP hebben over het algemeen minder ernstige aanvallen van de ziekte, maar krijgen wel sneller een aanval. Dit vaak als gevolg van bijvoorbeeld infecties. 5-10% van alle TTP-gevallen zijn het gevolg van het syndroom van Upshaw-Shulman.

## Behandeling
Vanaf het begin van de jaren 90 is plasmaferese een belangrijk onderdeel van de behandeling van TTP gaan uitmaken. Dit houdt in dat het bloedplasma van de patiënt wordt verwijderd en vervangen door nieuw donorplasma. De behandeling moet elke dag herhaald worden om defecte eiwitten te verwijderen en de symptomen te verzwakken.
Veel TTP-patiënten hebben hiernaast ook medicijnen nodig, met steroïden (prednison) vincristine, cyclophosphamide, miltverwijdering, of een combinatie van deze behandelingen. Rituximab is een middel waarmee de laatste tijd successen zijn geboekt bij patiënten met een hardnekkige uitbraak van TTP.
Kinderen met het syndroom van Upshaw-Shulman krijgen elke drie weken plasma, dit zorgt ervoor dat ze in hun bloed normale hoeveelheden goed werkend ADAMTS13 hebben en voorkomt dat ze vaak ziek worden.

## Epidemiologische informatie
TTP komt ongeveer bij 3-6 per miljoen mensen per jaar voor (in Nederland zijn dat dus gemiddeld 48 tot 96 gevallen per jaar). Net als met veel andere auto-immuunziektes komt idiopathische TTP vaker voor bij vrouwen en donkergekleurde mensen, terwijl dit verschil bij de secundaire vormen niet is te vinden.

## Prognose
Zonder behandeling is de mortaliteit van deze ziekte ongeveer 95%. Voor patiënten met de idiopathische vorm van TTP die tijdig worden behandeld met plasmaferese, zijn de overlevingskansen een stuk beter (80-90%)
Ongeveer een derde van de patiënten krijgt binnen 10 jaar na hun eerste aanval een terugval en worden dus weer ziek.
Secundaire TTP heeft nog steeds een zeer slechte prognose. Ondanks behandeling zou deze tussen de 59% en 100% kans op sterfte hebben. Kanttekening hierbij is wel dat deze patiënten vaak al verzwakt zijn door een andere ziekte, wat natuurlijk de mortaliteit negatief beïnvloedt. Deze ziekte of de medicatie ter behandeling ervan zijn dan ook vaak de (mogelijke) oorzaak van de TTP.